# Эстафета (мультфильм)
«Эстафе́та» — мультипликационный фильм для взрослых.

## Сюжет
Мультфильм о том, как грубость и хамство превращают современного человека в неандертальца.

## Создатели
| Автор сценария             | Армен Ватьян                                                                          |
| Режиссёр                   | Борис Тузанович                                                                       |
| Художник-постановщик       | Татьяна Абалакина                                                                     |
| Оператор                   | Владимир Милованов                                                                    |
| Композитор                 | Шандор Каллош                                                                         |
| Звукооператор              | Нелли Кудрина                                                                         |
| Художники-мультипликаторы: | В. Золотухина, А. Василевска, А. Трусуков, К. Удалов, Светлана Сичкарь, Игорь Самохин |
| Художники:                 | Анатолий Цыбин, Татьяна Великород, Ольга Сидоркова, Е. Блинова, М. Бабаджан           |
| Монтажёр                   | Людмила Рубан                                                                         |
| Редактор                   | Алиса Феодориди                                                                       |
| Директор                   | Лидия Варенцова                                                                       |